# Tom Van Avermaet
Tom Van Avermaet (Bèlgica, 22 de juliol de 1982) és un guionista, productor i director de cinema belga.

## Biografia
Van Avermaet es va graduar a l'escola de cinema RITS. Durant el seu últim any el 2006, que es va graduar amb honors, va produir el seu primer curtmetratge, Dreamtime – Droomtijd, que va dirigir, va escriure el guió, va dissenyar el decorat i va fer de productor. La pel·lícula es va presentar a festivals nacionals i internacionals i va guanyar nombrosos premis, com el de Buenos Aires Rojo Sangre de 2007. Després d'això, Van Avermaet va treballar com a decorador del curtmetratge Zonder jou.
Pel seu primer curtmetratge professional Dood van een schaduw del 2012, que va protagonitzar Matthias Schoenaerts, ell i la seva col·lega Ellen De Waele van rebre una nominació a l'Oscar al millor curtmetratge el 2013. Van Avermaet va escriure el guió, dirigir i produir aquesta pel·lícula. que també va guanyar el Premi del Cinema Europeu al millor curtmetratge als 26ns Premis del Cinema Europeu.
Van Avermaet va afirmar que en tota la seva obra va estar influenciat pels grans surrealistes del món del cinema internacional com Guillermo del Toro, Jean-Pierre Jeunet, Terry Gilliam, Tim Burton, Stanley Kubrick i Raoul Servais. A més, les històries de fantasia i els còmics farien una contribució gens menyspreable a les seves pel·lícules.

## Filmografia
- 2006: Droomtijd
- 2012: Dood van een Schaduw
- 2006: Zonder jou